# Hélio Lopes
Hélio Fernando Barbosa Lopes (Queimados, 28 de março de 1969), também conhecido como Hélio Negão ou Hélio Bolsonaro, é um militar da reserva, perito criminal e político brasileiro filiado ao Partido Liberal que atualmente ocupa o cargo de deputado federal pelo Rio de Janeiro em seu segundo mandato. Além disso, também é presidente do "PL Integração", grupo dentro do Partido Liberal que busca "dar voz a pretos de direita".
Eleito pela primeira vez em 2018 - sendo, na ocasião, o deputado federal eleito mais bem votado do estado do Rio de Janeiro - se notabilizou durante o governo de Jair Bolsonaro por ser presença constante ao lado do presidente em viagens oficiais ao exterior.

## Primeiros anos
Hélio Fernando Barbosa Lopes nasceu no município de Queimados, no morro do Tempero, filho de uma empregada doméstica e de um pedreiro. Rememorando as origens de sua família materna, o deputado conta que provavelmente herdou o sobrenome "Barbosa" de antepassados escravizados que residiam e trabalhavam na "Fazenda dos Barbosas". Começou a trabalhar com dez anos recolhendo restos de comida para dar de comida aos porcos de propriedade de sua tia. Aos 22 anos, em 1991, foi aprovado em um concurso para se tornar sargento do Exército, onde conheceu Jair Bolsonaro.

## Carreira Política
Em 2004, enquanto era filiado ao extinto Partido Republicano Progressista, se candidatou pela primeira vez a um cargo público, recebendo apenas 277 votos para o cargo de vereador de sua cidade natal. Dez anos depois, tentou se candidatar ao cargo de deputado federal pelo Rio de Janeiro, tendo a sua candidatura indeferida. Em 2016 tentou novamente concorrer à vereança, dessa vez por Nova Iguaçu, novamente não conseguindo se eleger, obtendo apenas 480 votos.
Em 2018, dessa vez recebendo o apoio direto do então candidato a Presidência da República Jair Bolsonaro, - que, além de "emprestar" o seu sobrenome à Hélio, doou 45 mil reais para a sua campanha -, foi eleito o deputado federal mais votado do Rio de Janeiro, tendo recebido 345 234 votos, ou 4,47% dos votos válidos. Durante a eleição, Bolsonaro foi acusado de instrumentalizar a amizade com Hélio para afastar as acusações de racismo que pendiam contra ele, acusação essa que foi rejeitada pelo então candidato, que se referiu ao presidenciável como um "irmão que a vida me deu".

### Deputado federal

#### Primeiro mandato (2018 - 2022)

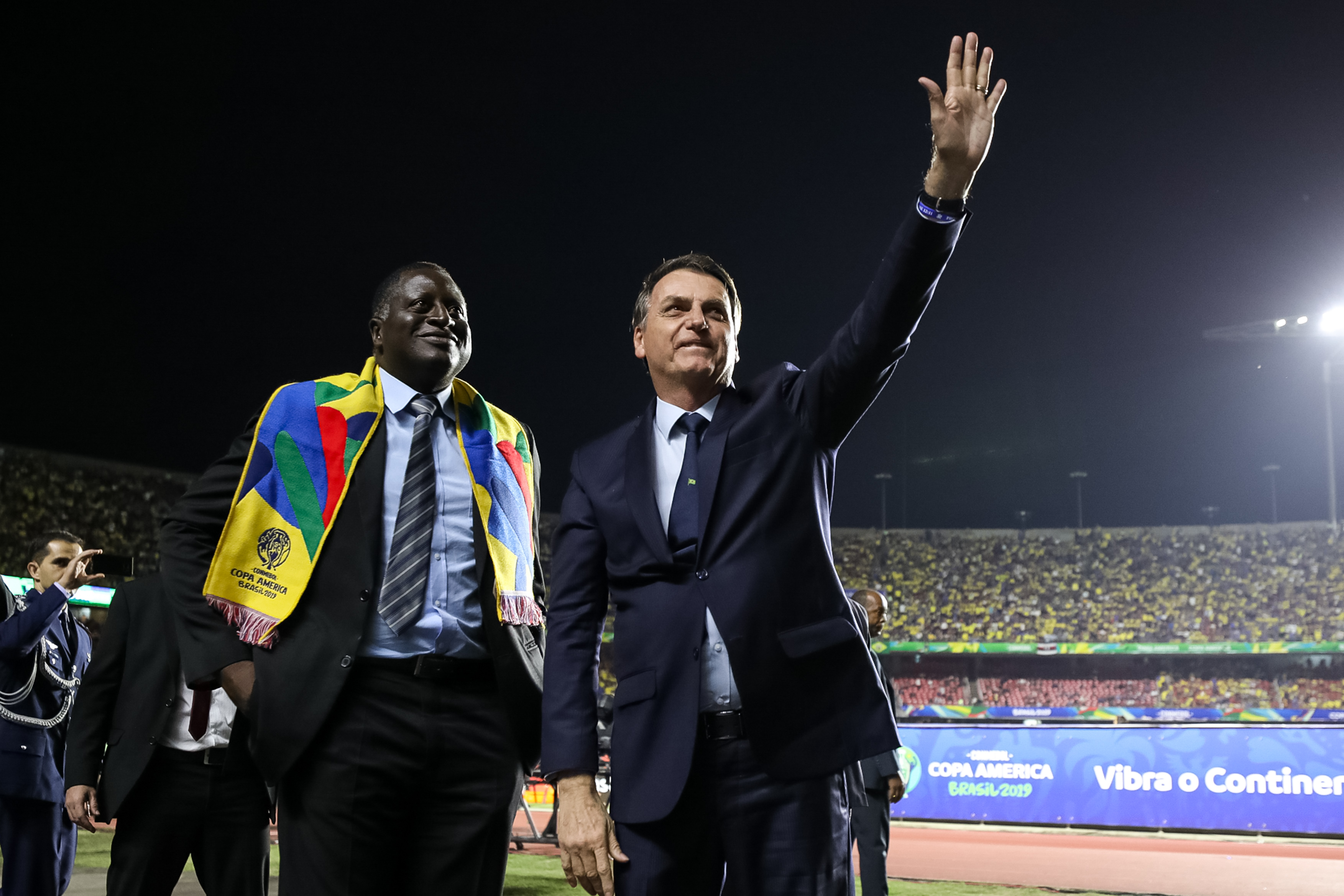
Hélio Lopes ao lado do então presidente Jair Bolsonaro na abertura da Copa América de 2019

Durante o seu primeiro mandato na Câmara dos Deputados, Hélio Lopes se notabilizou por ser figura constante ao lado do presidente Jair Bolsonaro em viagens oficiais ao exterior. O deputado, que foi membro da Comissão de Relações Exteriores e Defesa Nacional da Câmara entre março de 2019 e fevereiro de 2020, afirma que viajou junto da comitiva do presidente por ter sido convidado pelo Ministério das Relações Exteriores e por ser um parlamentar ligado a área de Relações Internacionais. No mais, teve um primeiro mandato relativamente tímido, não apresentando nenhum projeto de lei durante o período.
Se filiou ao Partido Liberal em março de 2022, acompanhando Bolsonaro. Foi reeleito para o seu segundo mandato como deputado federal em 2022, recebendo um total de 132 986 votos, ou 4,53% dos votos válidos, ficando, dessa vez, entre os dez candidatos mais bem votados do Rio de Janeiro.

#### Segundo mandato (2023 - 2026)
Em 25 de julho de 2025, montou um acampamento em frente ao Supremo Tribunal Federal, na Praça dos Três Poderes, como forma de protesto contra medidas adotadas pela Corte contra o ex‑presidente Jair Bolsonaro. O parlamentar declarou estar em “jejum de palavras”, simbolizado por um esparadrapo branco na boca. Hélio afirmou que sua ação era uma demonstração de indignação com o que chamou de “perseguição brutal” contra Jair Bolsonaro, ressaltando que não portava armas e que não representava ameaça. O protesto contou ainda com a presença do deputado Coronel Chrisóstomo, que ergueu uma barraca ao lado em apoio ao colega. Na madrugada de 26 de julho de 2025, o acampamento foi desmantelado por ordem do ministro Alexandre de Moraes, após representação da Procuradoria-Geral da República. A decisão proibiu qualquer ocupação no entorno da Praça dos Três Poderes, incluindo um raio de até um quilômetro dos quartéis militares, sob pena de prisão por desobediência ou resistência.

## Opiniões políticas

### Movimento negro
Hélio Lopes se apresenta como contrário ao movimento negro, argumentando que esse atua com motivações eleitorais, e não por preocupação genuína com a causa racial no Brasil. Segundo o deputado: "a luta do movimento negro não é pela cor, não é pela causa, é pelo voto". Além disso, o deputado também se declara contra políticas de reparação histórica, alegando que “o que aconteceu não tem como mudar” e que ações afirmativas deveriam ser baseadas em critérios sociais, não raciais. As declarações geraram críticas de militantes e entidades antirracistas, que o acusaram de minimizar o racismo estrutural no Brasil.

## Processos judiciais

### Processo dos Irmãos Neto
Em 2020, Hélio Lopes foi processado pelos irmãos Felipe e Luccas Neto por ter publicado uma montagem de vídeo associando o trabalho dos youtubers ao crime de pedofilia. O deputado acabou sendo condenado por danos morais no dia 2 de março de 2023, e foi obrigado a pagar a quantia de 50 mil reais em indenizações aos produtores de conteúdo. O deputado recorreu, alegando que estava protegido pela imunidade parlamentar, mas a justiça não acatou o seu pedido e manteve a condenação.

### Aluguel na Barra da Tijuca
Em julho de 2025, o jornalista Nelson Lima Neto, da coluna de Ancelmo Góis, do jornal O Globo, apurou que Hélio enfrenta uma dívida de aproximadamente 35 mil reais relativa a um suposto atraso no pagamento de aluguéis de uma sala comercial no bairro da Barra da Tijuca, no Rio de Janeiro. A ação tramita na justiça do estado do Rio e, até o momento da reportagem, aguardava manifestação do deputado.

## Prêmios e condecorações
Apenas dois meses após tomar posse na Câmara, foi agraciado pelo Presidente da República Jair Bolsonaro e pelo Ministro das Relações Exteriores Ernesto Araújo com o grau de Grande-Oficial da Ordem do Rio Branco.

## Histórico Eleitoral
| Ano  | Eleição                     | Partido | Candidato a      | Votos   | %     | Resultado  | Ref    |
| ---- | --------------------------- | ------- | ---------------- | ------- | ----- | ---------- | ------ |
| 2004 | Municipal de Queimados/RJ   | PRP     | Vereador         | 277     | 0,33% | Não Eleito | [ 24 ] |
| 2016 | Municipal de Nova Iguaçu/RJ | PSC     | Vereador         | 480     | 0,13% | Não Eleito | [ 25 ] |
| 2018 | Estadual do Rio de Janeiro  | PSL     | Deputado Federal | 345.234 | 4,47% | Eleito     | [ 9 ]  |
| 2022 | Estadual do Rio de Janeiro  | PL      | Deputado Federal | 132.986 | 4,53% | Eleito     | [ 26 ] |